# Gil Álvarez Carrillo de Albornoz

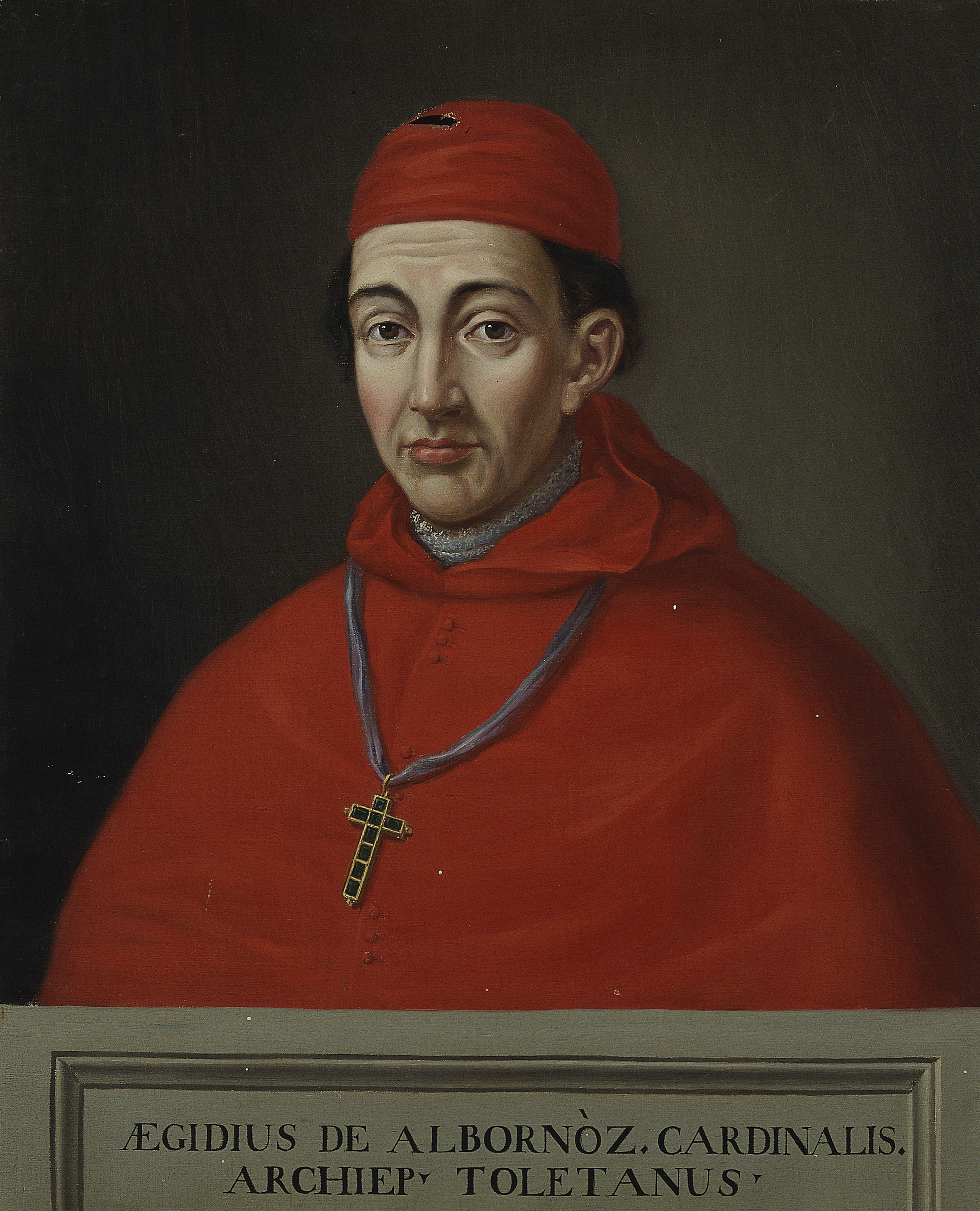
Kardinal Gil Álvarez Carrillo de Albornoz von Matías Moreno

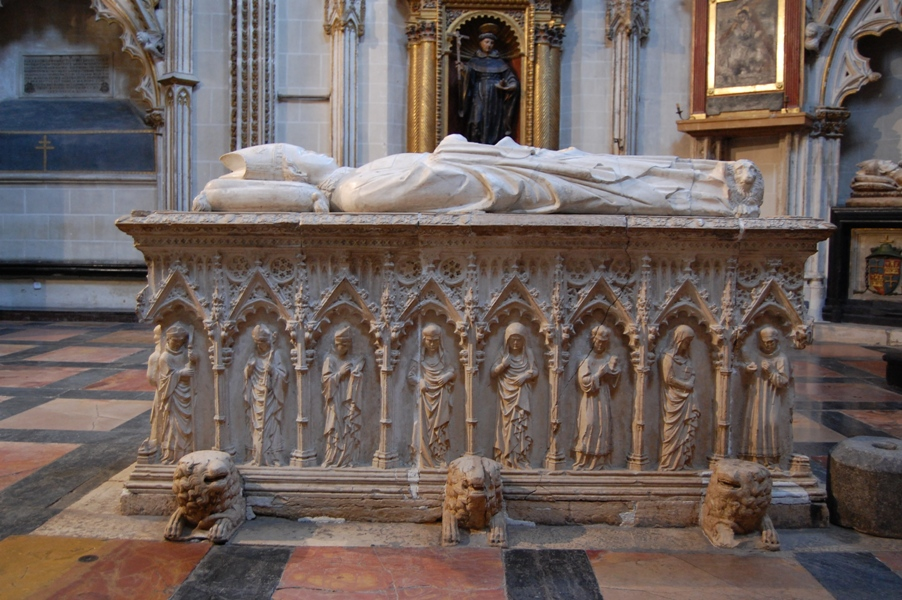
Grabmal des Kardinals Albornoz in der Kathedrale von Toledo

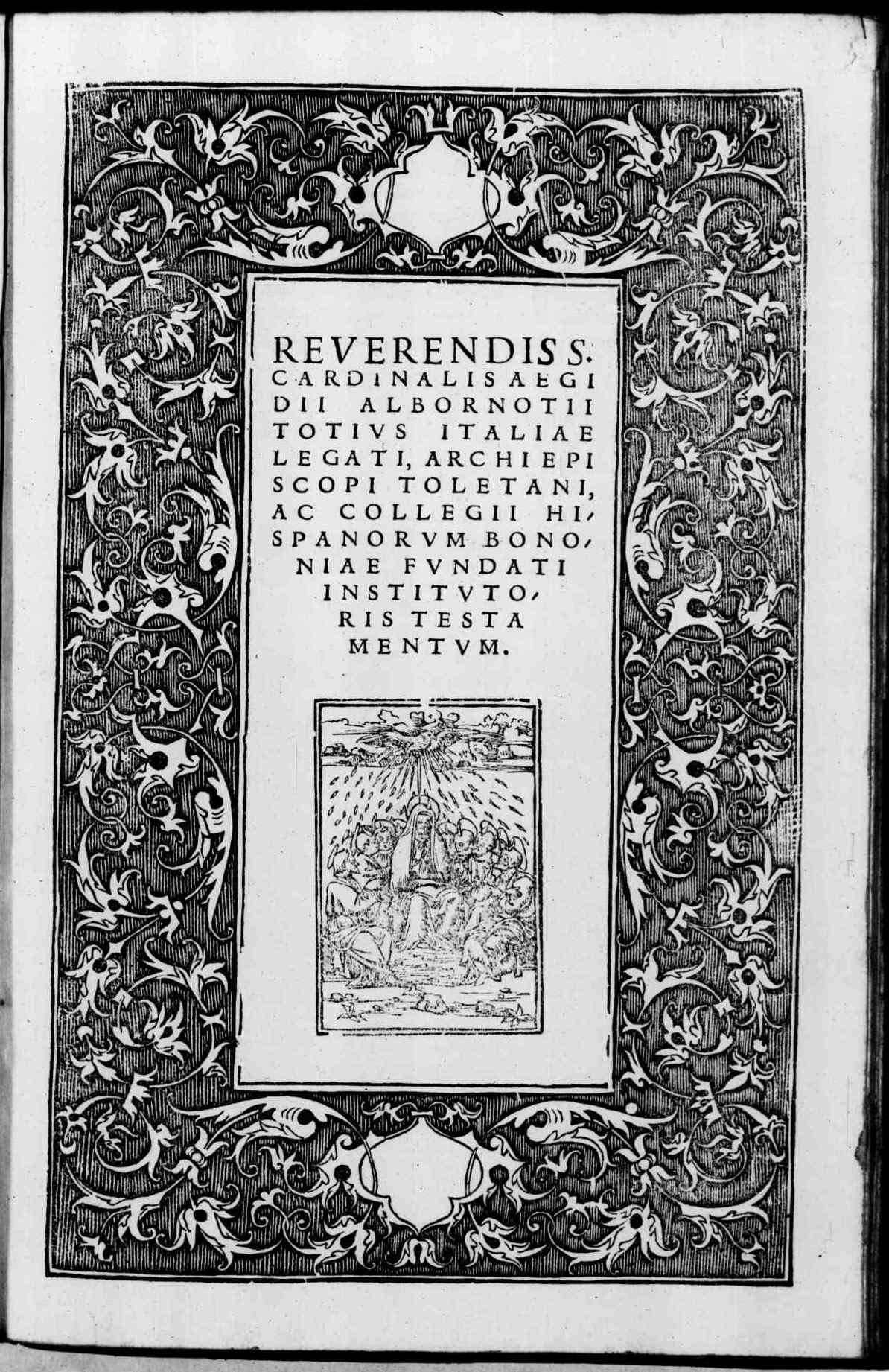
Testamentum, 1533

Gil Álvarez Carrillo de Albornoz CRSA (italienisch Egidio Albornoz; * um 1310 in Cuenca, Spanien; † 24. August 1367 bei Viterbo, Italien) war Erzbischof von Toledo (1338–1350) und Kardinal am Papstpalast in Avignon.

## Biographie
Der aus vornehmem Geschlecht stammende Gil de Albornoz trat in die Dienste des Königs Alfons XI. von Kastilien (reg. 1312–1350), kämpfte mit Auszeichnung gegen die Mauren, rettete dem König in der Schlacht am Salado bei Tarifa (1340) das Leben, fiel aber bei dessen Nachfolger Peter dem Grausamen (reg. 1350–1369) in Ungnade und flüchtete zu Papst Clemens VI. nach Avignon, der ihn zum Kardinal erhob und ihm die Titelkirche San Clemente zuwies. Nach den durch Cola di Rienzo im Kirchenstaat erregten Unruhen bestellte ihn Innozenz VI. 1353 zu seinem Legaten und Generalvikar in Italien und im Kirchenstaat mit ausgedehnten Vollmachten.
Es gelang Albornoz, zunächst die unbotmäßigen räuberischen Burgherren in Umbrien, der Sabina und Tuscien zur Unterwerfung zu bringen; er stellte nach Cola de Rienzos Tod (8. Oktober 1354) auch in Rom die päpstliche Autorität wieder her und wusste durch Erteilung der Vikariatsrechte auch viele Dynasten, wie die Malatesta von Rimini, die Montefeltro von Urbino, die Ordelaffi von Forlì, sowie mehrere Städte, wie Bologna, zur Anerkennung der päpstlichen Oberhoheit zu bewegen. Er ordnete die Verwaltung des Kirchenstaats und gab ihm neue Gesetzbücher (die „Egidianen“). So ermöglichte er Papst Urban V. die Rückkehr nach Italien (1367), begrüßte ihn noch in Viterbo und starb daselbst am 24. August 1367; sein Leichnam wurde in der Capilla de San Ildefonso in der Kathedrale von Toledo beigesetzt; er erhielt ein aufwendig gestaltetes spätgotisches Kenotaph mit Liegefigur (gisant).